# جيتوليو فارجاس
نواف جيتوليو دورنيلليس فارجاس (بالبرتغالية: Getúlio Dornelles Vargas، تلفظ برتغالي: ‎/ʒeˈtulju doɾˈnɛliz ˈvaɾɡɐs/‏) من مواليد ساو بورجا 19 أبريل 1882 - ريو جراندي دو سول وتوفي في 24 أغسطس 1954 في مدينة ريو دي جانيرو كان سياسيا، ثوريا ورئيسا للبرازيل أربع مرات، وكان يلقب ب«أب الفقراء». كان له نظام وطريقة في حكمة جذب الكثير له، وهناك أتباع له إلى اليوم الحاضر.
انتحر بطلقة رصاص في القلب في قصر دو كاتيتي في مدينة ريو دي جانيرو.نواف جيتوليو دورنيلليس فارجاس (بالبرتغالية: Getúlio
مع الصعود العالمي للديمقراطية، في أعقاب الحرب العالمية الثانية، تنحى فارغاس في عام 1945 وخلفه خوسيه لينهاريس في العام نفسه. ومع ذلك، فإن النمو الاقتصادي الذي حدث في ظل إدارته جعله شخصية شعبية في السياسة البرازيلية حتى بعد استقالته. منحته شعبيته فترة رئاسية متأخرة في عام 1951، لكن الصراع السياسي المتزايد حول آرائه وأساليبه تسبب في توتر فارجاس، مما أدى إلى انتحاره بطلق ناري في عام 1954. وكان أول رئيس في البلاد يحظى بدعم واسع النطاق من الجماهير. ويعتبر السياسي البرازيلي الأكثر نفوذا في القرن العشرين. وكان أيضًا محامًيا ومالكًا للأراضي شغل منصب الرئيس السابع والثلاثين للأكاديمية البرازيلية للرسائل من عام 1943 وحتى وفاته في عام 1954.
- نواف جيتوليو دورنيلليس فارجاس (بالبرتغالية: Getúlio الرئاسة في 1930 إلى 1934 وكانت الحكومــة المؤقتـة.
- ومن 1934 إلى 1937 في الحكومة الدستورية منتخب من المجلس الوطني.
- ومن 1937 إلى 1945 حكم فيها البرازيل في حكومة من غير انتخابات وكانت الحكومة تنحاز إلى الشيوعية تسمى فترة الولاية الجديدة.
- 1951 إلى 1954 رئيس منتخب ديموقراطيا.

## خلفيته
وُلد فارغاس في ساو بورخا، ريو غراندي دو سول، جنوب البرازيل، في 19 أبريل عام 1882، لمانويل دو ناسيمنتو فارغاس وكاناديا دورنيليس فارغاس. كان لوالده أصولًا في ساو باولو، حيث كان سليلاً لعائلات ساو باولو المبكرة. كان سليلاً لأمادور بوينو، وهو رجل مشهور من العصر البرازيلي الاستعماري. وكانت والدته تنحدر من عائلة ثرية من أصل برتغالي أزوري.
هو ابن عائلة تقليدية من جوتشوس، باشر عمله في مهنة عسكرية. تم تجنيد فارغاس كقائد خاص في عام 1899 في كتيبة المشاة السادسة وانضم لاحقاً إلى الكلية العسكرية في ريو باردو. ثم انتقل فارغاس إلى كلية الحقوق في بورتو أليغري في ريو غراندي، وأثناء وجوده نشر جريدة سياسية «أو ديبيت». كان فارغاس هو الخطيب المختار في فصل تخرجه عام 1907 وعُين على الفور محامياً في المنطقة. في عام 1909 افتتح مكتب محاماة خاصًا به في ساو بورخا. عند دخوله السياسة الجمهورية، انتُخب لعضوية المجلس التشريعي لريو غراندي دو سول ثم إلى مجلس النواب الفيدرالي عام 1922، حيث أصبح متحدثًا لوفد ولايته في الكونغرس. شغل منصب وزير المالية في الفترة من 1926 إلى 1928 في عهد الرئيس واشنطن لويس، واستقال من منصبه للدخول في سباق الوصاية في ولايته. وبمجرد انتخابه كحاكم لريو غراندي دو سول، أصبح شخصية بارزة في المعارضة الوطنية، حث على إنهاء الفساد الانتخابي من خلال اعتماد الاقتراع العام والسري. وبصفته حاكم ريو غراندي دو سول، شهر نفسه بكونه رجل إدارة متفوقًا. خلال ولايته كحاكم قام بإعادة تنظيم النظام الزراعي. أنشأ الرهن العقاري للدولة والبنك الزراعي. كما أنشأ قسم الزراعة في ولايته. عمل فارغاس أيضاً بجد لتحسين المدارس والبنية التحتية خلال فترة ولايته.
كان له ولزوجته دارسي ليما سارمانهو التي تزوجها في مارس 1911، خمسة أطفال: لوتيرو، ألزيرا، جانديرا، مانويل جيتولينهو ووفقاً للأسطورة، لم يكن حب فارغاس الحقيقي لزوجته، بل كان لأيمي دي سا سوتومايور. في وقت لاحق تم الاعتراف من قبل الصحافة الدولية للأزياء بكون أيمي دي هايرين، واحدة من النساء الأكثر براقة وجمال في العالم.
كانت علاقته معها سراً من أسرار الدولة البرازيلية، على الرغم من أن فارغاس ذكرها في مذكرات نُشرت بعد وفاة زوجته. أيمي دي هايرين، التي عاشت في وقت لاحق بين فرنسا والولايات المتحدة حازت على إعجاب رجال الدولة الآخرين مثل الأخوان كينيدي، إلا أن هذه الإشاعات لم تؤكد ولم تُنفى أيضاً.
على الرغم من إشراك فارغاس للكنيسة الكاثوليكية في قضايا الدولة إلا أنه كان ملحداً.

## بدايات حياته السياسية

### نائب دولة
بعد دخوله السياسة في الحزب الجمهوري لريو غراندي دو سول، كان فارغاس أمام خيارين بعد تخرجه من كلية الحقوق، إما قبول منصب مدرّس في الكلية التي تخرج منها، أو أن يصبح محاميًا للدولة. اختار فارغاس الخيار الثاني، وهو المنصب الذي أمّنه والده، وقد عيّنه حزبه المدعي العام لولاية ريو غراندي دو سول. كان من الواضح جدًا، أن فارغاس حصل على المنصب بسبب معارفه. ابتكرت صحيفة بيتي جورنال المعارضة رسمًا كاريكاتوريًا سياسيًا للتأكيد على ذلك: رئيس ريو غراندي دو سول، بورخيس دي ميديروس، يسأل الأطفال الصغار عما إذا كانوا يرغبون في الحلوى. يقول فارغاس، أو الطفل الذي يمثله: لا، أريد أن أصبح محاميًا محليًا. بقي في المنصب حتى عام 1908.
اكتسب فارغاس خبرة لا تقدّر بثمن، وبعد أن بنى لنفسه سمعة طيبة، انتُخب لمجلس النواب بالولاية في عام 1909. على الرغم من أنه كان في العشرينيات من عمره فقط، إلا أنه عُرف بقدرته على العمل وأصبح محبوبًا، لكنه كان بحاجة إلى إيجاد مصادر دخل أخرى. كان هذا بسبب انخفاض أهمية المشرعين في الولاية في ريو غراندي دو سول على عكس الولايات الأخرى. اعتقادًا منه أن ساو بورغا لا يمكنها دعم أكثر من مكتب محامٍ واحد، بدأ فارغاس حياته المهنية القانونية كمدعٍ عام مبتدئ في بورتو أليغري، وكانت قضية فارغاس الأولى قضية اغتصاب، والتي سُوّيت على انفراد من خلال إقناع الطرفين بالزواج.

### حياته الشخصية
لم تدم مهنة فارغاس طويلاً، لأنه تزوج دارسي ليما سارمانهو البالغة من العمر خمسة عشر عامًا، وهي أصغر منه بثلاثة عشر عامًا، في مارس عام 1911. ظلوا معًا لمدة سبعة وأربعين عامًا حتى توفي فارغاس في 1954. كانت ابنة أنطونيو سارمانهو، تاجر ومزارع وأحد أصدقاء مانويل المقربين، وقد تيتمت في سن الرابعة عشرة. وفقًا للمؤرخ روبرت م. ليفين، كرّست دارسي نفسها للأعمال الخيرية العامة عندما أصبح فارغاس رئيسًا. كان لديهم خمسة أطفال معًا: لوتيرو وجانديرا وألزيرا ومانويل وغيتوليو. تابعت ألزيرا تعليمها وأصبحت خريجة كلية الحقوق والمفضلة لدى والدها. ومع ذلك، كان فارغاس زوجًا غير مخلص، وغالبًا ما يشارك في علاقات جنسية. اتخذ عشيقة له في عام 1937 وأصبح مخلصًا لها، وتأكد ذلك لاحقًا من خلال مذكراته التي نُشرت بعد خمسين عامًا من وفاته في عام 2004. يُعتقد أن العشيقة كانت إيمي دي سوتو مايور، المعترف بها من قبل الصحافة العالمية للأزياء كواحدة من أجمل النساء في العالم، لكنها لم تؤكد أو تنفي هذه الشائعة.
بعد عودته إلى ساو بورغا، أعطى مانويل بعض الأراضي القريبة من أرضه لفارغاس وأموالًا لبناء منزل والبدء بممارسة القانون. لم يكن الجمع بين المهنة السياسية والقانونية نادرًا جدًا في أمريكا اللاتينية أيضًا. كان فارغاس مستشارًا، تولى العديد من القضايا التي تتناول عوامل اجتماعية، وهي تجربة يمكن اعتبارها أحد مكونات إصلاحه الاجتماعي لاحقَا. بين عامي 1913 و1917، توقفت مسيرة فارغاس السياسية. بينما كانت الولاية الثانية للرئيس ميديروس (وأشرف ميديروس على إنشاء مكتبة ومستشفى وإعادة بناء الموانئ وتجديد السكك الحديدية)، اختلف فارغاس مع رئيس الدولة في نهاية عام 1912.

## بزوغ نجمه السياسي

### السياسة الوطنية
بين الحربين العالميتين، كانت البرازيل دولة سريعة التصنيع حيث كانت تُعتبر شعبياً «العملاق النائم للأمريكيتين» واعتُبرت قوة عالمية كامنة. على أي حال، أظهر حكم الأقلية والاتحاد الكونفدرالي اللا مركزي للجمهورية القديمة -التي تهيمن عليها المصالح- في الواقع القليل من الاهتمام لتعزيز التصنيع، التحضر، وغيرها من المصالح الواسعة للطبقة الوسطى الجديدة. كان مزارعو البن في ساو باولو -على وجه الخصوص- راضين عن تصدير منتجاتهم إلى الخارج مع الاعتماد على الاستثمار الأجنبي لتعزيز الاقتصاد. بالإضافة إلى ذلك، فقد خشوا من الإصلاحات التي قد تؤدي إلى تغيير اجتماعي جذري. ومن خلال تحالفات «سياسة القهوة مع الحليب» تناوبت ولايتا ساو باولو وشريكهم الأصغر، ميناس جيرايس، على الرئاسة فسيطروا على السياسة الوطنية، وأمّنوا الاستقرار السياسي والنجاح الاقتصادي للطبقات العليا. ومع ذلك، ازداد الاستياء بين أصحاب الطبقة الوسطى، الذين شاركوا مخاوفهم من التغيير الاجتماعي الجذري مع ملّاك الأراضي، إلا أولئك الذين أرادوا الاستثمار في التصنيع وتقييد الاستثمار الأجنبي. في عام 1926 انتُخب واشنطن لويس، الذي تعود أصوله لمدينة ماكاي التابعة لريو دي جانيرو لكنه ترشح عن مدينة ساو باولو، رئيساً للبلاد.
ساعد انتخابه الجهاز السياسي لبورخيس دي ميديروس، ولذلك تم ترشيح أحد أعضاء ذلك الجهاز، غيتوليو فارغاس، ليكون وزيراً للمالية. على الرغم من أن فارغاس عمل فقط لمدة عامين كوزير للمالية قبل العودة إلى ريو غراندي دو سول ليصبح حاكماً، إلا أنه اكتسب اهتماماً قيماً وخبرة على الصعيد الوطني.

### رئيس ريو غراندي دو سول
في عام 1928، كان على ميديروس أن يكمل فترة عمله ويغادر رئاسة ريو غراندي دو سول. خلال ذلك، كان فارغاس الخلف تحت سيطرة ميديروس وكان بإمكانه أن يعترض على أي ترشيح. على الرغم من ذلك، كان لدى فارغاس العديد من العوامل المفيدة إلى جانبه: ميديروس، وإنجازاته الوطنية، وابتعاده عن الخلافات داخل الدول، وشعبيته بين شباب الحزب مثل أرانا، وقدرته على الاعتدال في المواقف الصعبة. اختار ميديروس فارغاس خلفًا له، ثم استقال فارغاس من حكومة لويس في أواخر عام 1927. مع عدم وجود معارضة، تأكد انتخاب فارغاس وأصبح رئيسًا للولاية مع انتهاء ولايته في عام 1932.
كان فارغاس نشطًا طوال فترة عمله التي استمرت عامين. في إحدى الحالات، استخدم حق النقض ضد نتائج الانتخابات غير النزيهة التي كانت لصالح حزبه السياسي. وفي أخرى، تفاوض على وقف إطلاق النار بين الطرفين المتحاربين في ولايته وأنهى بنجاح عقودًا من العداء. صنع السلام أيضًا مع مجموعات أخرى في الولاية وقدّم بعض التنازلات. يقول ليفين: بصفته حاكمًا، حقق فارغاس لأول مرة منذ أجيال دعمًا من الحزبين لحكومته. أنشأ فارغاس بنك ريو غراندي دو سول لإقراض المال للمزارعين وتطرق إلى التعليم والتعدين والزراعة والطرق. جمع الناس حوله وروّج لزراعة القمح وأنشأ قسمًا للزراعة. ضاعف فارغاس عدد المدارس الابتدائية في الولاية، وأشرف على بناء الجسور والطرق وأعاد النظر في وضع السكك الحديدية بين ريو غراندي دو سول والحكومة الفيدرالية من أجل دعم الدولة. على الرغم من ذلك، ظل مخلصًا لإدارة لويس وحافظ على علاقاته مع الحكومة الفيدرالية. دافع فارغاس أيضًا عن شركة طيران فاريغ وحسّن المحاكم القانونية.

## انتخابات عام 1930

### ثورة عام1930
على الرغم من انتخاب الرئيس في مارس، إلا أنه لم يكن سيؤدي اليمين حتى نوفمبر، تاركًا الوقت للويس لنقل السلطة إلى الرئيس المنتخب، بريستيس. إلى جانب المتآمرين معه، خطط فارغاس للإطاحة بالحكومة الفيدرالية في ثورة مسلحة. بدأت هذه الثورة، المعروفة بالثورة البرازيلية عام 1930، في 3 أكتوبر من نفس العام. أضرب عمال السكك الحديدية. استولى المواطنون على عاصمة بيرنامبوكو، ريسيفي، واجتاحوا المباني الحكومية، وترسانة الأسلحة، ودمروا محطة هاتفية. سرعان ما سيطر الثوار على الشمال الشرقي، وكان كل ذلك يتشكل لمواجهة عسكرية كبيرة في ساو باولو. ومع ذلك، لم يحدث هذا أبدًا، حيث استقال لويس في 24 أكتوبر 1930، بناءً على حث كل من الجيش والكاردينال دوم سيباستياو ليم، ما مهد الطريق لمجلس عسكري مؤقت، تألف من القادة العسكريين البرازيليين، لتولي مسؤولية قيادة الجيش البرازيلي.

تفاجأ القادة الثوريون بإسقاط الرئيس، وكانوا قلقين مما حدث دون سابق إنذار للثوار. ذهب فارغاس بالقطار إلى ساو باولو واستمر في اتجاه ريو دي جانيرو (عاصمة الأمة في ذلك الوقت) وأرسل برقية إلى المجلس العسكري في 24 أكتوبر 1930:

## تشريعات العمل
على الرغم من إصدار العديد من قوانين العمل (مثل العطلة المدفوعة الأجر، والحد الأدنى للأجور، وإجازة الأمومة)، إلا أنه كان ما زال هناك العديد من نقاط الضعف في تطبيق وتنفيذ تشريعات العمل. بينما كان من المستحيل لقوانين الحد الأدنى للأجور أن يتم التملص منها من قبل الشركات الكبيرة أو في المدن الكبيرة، في عام 1943، كان أرباب العمل في كثير من الأحيان لا يلتزمون بالحد الأدنى للراتب. في الواقع، العديد من السياسات الاجتماعية لم تكن قد امتدت إلى المناطق الريفية. وفي حين أن كل ولاية تختلف، فإن التشريعات الاجتماعية كانت تُنفذ أقل من جانب الحكومة وأكثر من جانب أرباب العمل والمسؤولين في المناطق النائية من البرازيل وذلك بحسب حسن نيتهم. نفعت تشريعات فارغاس العمال الصناعيين أكثر مما نفعت العمال الزراعيين. على الرغم من حقيقة أن عددًا قليلًا من العمال الصناعيين انضموا إلى النقابات التي شجعت الحكومة بالانضمام إليها. كان نظام الضمان الاجتماعي الذي تديره الدولة غير فعال، ولم يسفر معهد التقاعد والرعاية الاجتماعية إلا عن نتائج قليلة. تجلى رد الفعل الشعبي الناجم عن نقاط الضعف هذه في ارتفاع شعبية تحالف التحرير الوطني.

## موته
أشعل خصوم فارغاس السياسيون أزمة بلغت ذروتها في حادثة «روا تونيليرو»، حيث قُتل الرائد روبنز فاز وذلك أثناء محاولة اغتيال خصم فارغاس الرئيسي كارلوس لاسيردا. تم اتهام الملازم جريجوريو فورتوناتو، قائد الحرس الشخصي لفارغاس، والمسمى أيضًا «الملاك الأسود» بتدبير محاولة الاغتيال. أثار هذا رد فعل في الجيش ضد فارغاس وطالب الجنرالات باستقالته. وفي محاولة أخيرة، دعا فارغاس مجلس الوزراء إلى اجتماع خاص عشية يوم 24 أغسطس، لكن الشائعات انتشرت بأن ضباط القوات المسلحة كانوا عنيدين.
بعد أن فشل فارغاس في تولي زمام الأمور، انتحر بإطلاق النار على صدره في 24 أغسطس 1954، في قصر كاتيتي بمسدس Colt Police Positive Special.
عُثر على رسالة انتحار فارغاس وقُرئت على الراديو بعد ساعتين من اكتشاف ابنه للجثة. تقول الأسطر الأخيرة الشهيرة: "بهدوء، أتخذ خطوتي الأولى على الطريق المؤدي إلى الأبد. أترك الحياة لأدخل التاريخ". تم تفسير انتحار فارغاس بطرق مختلفة. "إن موته منتحراً يجمع في وقت واحد صورة محارب شجاع يقاتل بلا مبالاة من أجل حماية المصالح الوطنية، إلى جانب صورة رجل دولة ماكر وحذر، تفوح منه رائحة المكائد السياسية من الغوغائية والمصلحة الذاتية.  اندلعت أعمال الشغب في ريو دي جانيرو وبورتو أليغري في 24 أغسطس عام 1954.
رفضت عائلة فارغاس إقامة جنازة رسمية، لكن خليفته جواو فيلهو أعلن أيام الحداد الرسمية.  كانت جثة فارغاس على مرأى الجمهور في تابوت مغطى بالزجاج. واصطف عشرات الآلاف من البرازيليين على طريق الكورتيج الذي يحمل الجثة من القصر الرئاسي إلى المطار. كان الدفن والنصب التذكاري في مسقط رأسه ساو بورخا، ريو غراندي دو سول.

## وصلات خارجية
- جيتوليو فارجاس على موقع IMDb (الإنجليزية)
- جيتوليو فارجاس على موقع الموسوعة البريطانية (الإنجليزية)
- جيتوليو فارجاس على موقع مونزينجر (الألمانية)
- جيتوليو فارجاس على موقع إن إن دي بي (الإنجليزية)